# 中国人民大学法学院
中国人民大学法学院（Renmin University of China Law School）是中国人民大学的下属学院，前身为中国人民大学法律系，1950年创立，现任院长为王轶，是中国法学名校五院四系之一。中国人民大学法学院在中国教育部国家重点学科排名、中国校友会网中国大學排行榜與武书连中国大学排行榜等指標性排行中法学專業皆排名中国第一，于中国法学教育界处于执牛耳的地位。
法学院设有15个研究所（研究中心），2个教育部人文社会科学研究基地——刑事法律科学研究中心和民商事法律科学研究中心，设有“中国法制信息港”（“211工程”重点项目）和物证技术实验室。宪法学与行政法学、法学理论、民法学和刑法学为国家重点学科。现有约3000名在校注册学生，以研究生为主，本科生约占五分之一。自2010年起，开设中国法全英文硕士项目，每年招收7人。中国人民大学法学院设有43个研究中心（所），拥有“985工程”国家重点创新基地和2个教育部人文社会科学研究基地，建有国家“211工程”重点项目“中国法制信息港”和综合性的法学实验实践教学中心。图书馆现有藏书30余万册，其中中文法律图书25万余册，外文法律图书5万余册，中文法律期刊1300余种3万余册，外文法律期刊80余种3000余册。法学院主办的学术刊物有全国核心学术期刊《法学家》、《Frontiers of Law in China》、《人大法律评论》、《朝阳法律评论》等，并建成了“中国民商法律网”网站。中国人民大学法学院是全国首批获准在法学一级学科具有博士学位授予权的单位，博士点和硕士点覆盖了全部的二级学科。拥有国家级重点一级学科（含所有二级学科）1个（法学）、国家级重点二级学科4个，经国务院批准设立了中国第一个法学博士后流动站（含全部博士学位学科点）。拥有1个本科专业（法学），1个第二学士专业（知识产权），1个法律专业硕士学位点。学院自1950年至今已毕业学生两万余人，培养各类培训生、进修生、法官、检察官、律师、高校教师和国家机关公务员等30余万人。在校注册学生2500余人，以研究生为主体，本科生约占5分之1。

## 历史
中国人民大学于1950年创建时，设立中国人民大学法律系，是中华人民共和国诞生后创立的首所正规高等法学教育机构。由于法律系收併了1912年创建的朝阳大学，系址系舍、教师和职工、学生、图书资料等都基本都来自于朝阳大学，因此有人主张人大法学院的院史应追溯至朝阳大学，但该说法尚未得到中国人民大学学校当局的认可。
1986年，中国人民大学设立法学研究所，1988年3月16日，法律系和法学研究所联合成立法学院，1994年法学院成为具有管理实体性质的学院。至今已有1万余名毕业学生，培养30余万各类函授生、进修生。

## 地位
中国人民大学拥有8个国家重点一级学科，8个国家重点二级学科，在人文社会科学领域均居全国第一；拥有5个北京市重点一级学科，1个北京市重点交叉学科，4个北京市重点二级学科；拥有13个教育部人文社会科学重点研究基地，名列全国高校第一；拥有5个国家基础学科人才培养和科学研究基地和1个大学生文化素质教育基地；拥有2个教育部工程研究中心、重点实验室，4个国家级实验教学示范中心，1个北京市重点实验室，3个北京市哲学社会科学研究基地。在教育部学位评估中心2013年初公布的新一轮全国一级学科评估结果中，中国人民大学的理论经济学、应用经济学、法学、政治学、社会学、新闻传播学、统计学、工商管理、公共管理9个学科排名第一，在人文社会科学领域位居全国高校首位，排名第一的学科总数位居全国高校第三位，与北京大学、清华大学并称为“中国杰出人才摇篮”。
中国人民大学法学院在中国法学界非常着名，并入中国人民大学法律系的朝阳大学创办于1912年，当时被誉为“中国最优秀之法律院校”，在中国近代法学教育史上享有“北朝阳，南东吴”、“无朝（阳）不成院（法院）”的美誉。中国人民大学于中国传统法学名校五院四系中排行首位，在教育部学科评估（2004年始）中法学排行中国第一，有“法学家的摇篮”“中国法学教育的工作母机”之称。

## 国际交流
中国人民大学法学院与美国哈佛大学、美国耶鲁大学、美国賓州大学、美国西北大学、美国哥倫比亞大学、美国康乃爾大学、美国芝加哥大学、美国加州大学、美国紐約大学、美国明尼苏达大学、加拿大英属哥伦比亚大学、加拿大女王大学、香港大学、香港城市大学、英国劍橋大学、英国伦敦大学、英国牛津大学、英国爱丁堡大学、英国伦敦政經学院、挪威奥斯陆大学、德国慕尼黑大学、德国法兰克福大学、德国斯图加特大学、爱尔兰都柏林大学、沙特阿拉伯穆罕默德·本·法赫德亲王大学、澳大利亚墨爾本大学、澳大利亚雪梨大学、荷兰鹿特丹大学、瑞士苏黎世大学、西班牙巴塞罗那自治大学、比利时法语布鲁塞尔自由大学、卢森堡大学、荷兰阿姆斯特丹自由大学、芬兰赫尔辛基大学、芬兰拉普兰大学、纽西兰奥克兰大学、瑞士日内瓦大学、以色列耶路撒冷希伯来大学、以色列特拉维夫大学、哥斯达黎加大学、台湾大学、台湾政治大学、台湾東吳大學、台湾天主教輔仁大学、韩国首尔大学、韩国江南大学、日本東京大学、日本京都大学、日本名古屋大学等世界顶尖大学法学院有交换学生的协定，外国留学生人數在全国高校中位居前茅。

## 历任领导
- 朱世英（法律系主任）1950.8-1950.11　1960.8-1964.8
- 何思敬（法律系主任）1950.11-1953.7
- 杨化南（法律系主任）1953.7-1960.1
- 徐靖（法律系主任）1964.9-1966.4
- 李焕昌（法律系主任）1978.7-1983.7
- 高铭暄（法律系主任）1983.9-1986.6
- 谷春德（法律系主任）1986.6-1996.11
- 王益英（法学研究所所长）1988.10-1994.11
- 曾宪义（法律系主任 法学院院长）1990.11-1994.11　1994.11-2005.5
- 王利明（法学院院长）2005.5-2009.5
- 韩大元（法学院院长）2009.5-2017.6
- 王轶（法学院院长）2017.7至今

## 重大事件
2000年，在人民大会堂举行五十周年庆祝大会，时任全国人大常委会委员长李鹏和教育部部长陈至立到会祝贺。这是第一所大学的学院在人民大会堂万人大礼堂举行院庆活动。
2005年，刑法教研室主任、中国法学会刑法学研究会会长赵秉志率领一批刑法骨干力量离开人大法学院，转投北京师范大学，建立刑事法律科学研究院，稍后建立北师大法学院。
2010年8月25日，南非总统祖马访问中国人民大学并发表演讲。
2010年9月9日，中共中央总书记、国家主席、中央军委主席胡锦涛视察中国人民大学，专程参观人大法学院院史陈列室。
2010年11月14日，哈佛大学劳伦斯·莱西格教授发表演讲。
2011年5月8-11日，诺贝尔经济学奖获得者、人民大学客座教授埃莉诺·奥斯特罗姆教授发表演讲。
2011年5月16日，哈佛大学王德威教授于人民大学发表演讲。
2011年6月12日，人民大学与芝加哥大学联合举办2011年伙伴高校驻京代表招待会。
2011年6月21日，法学院何家弘教授当选中国法学会检察学研究会职务犯罪侦查与预防专业委员会副主任。
2011年9月7日，新西兰梅西大学校长（Massey University）史蒂夫·马哈里（Hon Steve Maharey）一行访问中国人民大学。
2011年9月15日，德国法兰克福大学代表团访问人民大学。
2011年9月16日，加拿大卡普顿大学代表团访问人民大学。
2011年9月23日，荷兰鹿特丹伊拉斯姆斯大学代表团访问中国人民大学。
2011年9月27日，墨西哥维拉克鲁斯大学校长一行访问中国人民大学。
2011年10月10日，哥斯达黎加大学代表团访问人民大学。
2011年10月15日，台湾文藻外语学院苏其康校长访问人民大学。
2011年10月17日，澳大利亚麦考瑞大学代表团访问中国人民大学。
2011年10月21日，韩国江南大学代表团访问人民大学。
2011年10月26日，比利时布鲁塞尔自由大学代表团访问中国人民大学。
2011年11月3日，韩国特许厅代表团一行访问中国人民大学。
2011年11月4日，日本育樱会代表团访问中国人民大学。
2011年11月8日，英国爱丁堡大学副校长访问中国人民大学。
2011年11月20日，新東方教育科技集團「留學教父」俞敏洪发表演讲。
2011年11月24日，耶鲁大学管理学院院长访问中国人民大学。
2012年2月19日，加拿大女王大学代表团访问中国人民大学。
2012年3月6日，中国人民大学与加拿大英属哥伦比亚大学签署合作协议。
2012年3月9日，沙特穆罕默德·本·法赫德王子率团访问中国人民大学。
2012年3月14日，程天权书记会见加拿大英属哥伦比亚大学校长。
2012年3月19日，人民大学与鹿特丹伊拉斯姆斯大学签署校际合作协议。
2012年3月22日，美国明尼苏达大学代表团访问人民大学。
2012年3月22日，美国普林斯顿大学代表团访问中国人民大学。
2012年3月27日，人民大学与纽约州立大学布法罗分校签署校际合作协议。
2012年3月29日，程天权书记会见韩国高等教育财团事务总长。
2012年4月1日，德国斯图加特大学代表团访问人民大学。
2012年4月1日，芬兰拉普兰大学代表团访问人民大学。
2012年4月26日，芝加哥大学校长访问中国人民大学。
2012年5月11日，以色列特拉维夫大学校长访问中国人民大学。
2012年6月27日，诺贝尔经济学奖获得者、美国芝加哥大学教授、中国人民大学荣誉教授詹姆斯·海克曼访问中国人民大学。
2013年1月8日，法国经济和财政部长皮埃尔·莫斯科维奇在人民大学发表演讲。
2013年3月28日，WTO总干事拉米访问中国人民大学发表演讲。
2013年5月27日，美国参议员本·卡丁访问中国人民大学。
2013年9月10日，芬兰总理卡泰宁访问中国人民大学并发表演讲。
2013年11月5日，欧洲联盟委员拉兹罗·安德访问中国人民大学。
2014年3月25日，荷兰前首相维姆·科克访问人民大学并发表演讲。
2014年5月30日，诺贝尔经济学奖得主、耶鲁大学席勒教授访问人大并发表演讲。
2014年10月26日，捷克总统泽曼访问中国人民大学并发表演讲。
2015年1月6日，哥斯达黎加共和国总统路易斯·吉列尔莫·索利斯·里韦拉到访中国人民大学发表演讲。
2015年4月10日，联合国常务副秘书长埃里亚松10日访问中国人民大学发表演讲。
2015年4月30日，台灣政治大学代表团访问人民大学。
2015年5月23日，台灣交通大学校長访问中国人民大学。
2015年11月16日至26日，美国哈佛大学法学院知识产权法教授、伯克曼互联网与社会中心主任威廉·费歇尔教授来法学院讲课。

## 著名教师
- 法理学：孙国华 吕世伦 朱景文 范愉  张志铭
- 法制史：曾宪义 谷春德 赵晓耕
- 宪法学：许崇德 韩大元 胡锦光  张翔
- 行政法学：皮纯协 张正钊 杨建顺 莫于川
- 刑法学：高铭暄 王作富 黄京平 时延安 韩玉胜 赫兴旺  肖中华  刘明祥  付立庆  陈璇  李立众  王莹  蔡桂生
- 民商法学：佟柔 赵中孚 王利明 龙翼飞 杨立新 张新宝 叶林 朱虎 杨大文 刘春田 董安生 黎建飞
- 诉讼法学：江伟 汤维建 陈卫东 陈桂明 程荣斌 何家弘  肖建国
- 国际法：朱文奇 郭寿康 余劲松 邵沙平
- 环境法学：周珂 李艳芳 李延荣
- 经济法学：史际春 徐孟洲 王欣新 朱大旗 刘文华 刘俊海

## 著名校友
- 肖扬：最高人民法院院长，首席大法官
- 刘延东：中共中央十七届政治局委员，中共中央统战部部长，中共第十七、十八届中央政治局委员，中华人民共和国国务院副总理
- 张思之：林彪、江青辩护律师团负责人，北京市律师协会副会长，《中国律师》杂志创办人。
- 梁美芬：香港十大杰出青年，现任香港立法会议员，香港城市大学法学院教授
- 韩叙：前中国外交部副部长，前中国驻美国大使
- 高昌礼：前中国司法部部长
- 马原：最高人民法院副院长
- 林准：前最高人民法院副院长，中国法学会副会长
- 公丕祥：前南京师范大学校长，江苏省高级人民法院院长，第十一届全国人大代表
- 张军：中共第十七、十八届中央纪委委员，十九届中央委员，前中国司法部副部长，最高人民法院副院长，中共第十八届纪委副书记，现任最高人民检察院检察长，首席大检察官
- 祝铭山：前最高人民法院副院长，第十届人大常委员会委员，现任北京大学、中国人民大学教授
- 王景荣：最高人民法院副院长，四川省委常委、政法委书记，中央政法委副秘书长，第九届全国人大代表
- 杨业勤：辽宁省人民检察院检察长
- 姜伟：黑龙江省人民检察院检察长
- 张济民：青海省人民检察院检察长
- 李适时：国务院副秘书长，中共第十七届、十八届纪委会委员，第十一届、十二届全国人大常委会委员
- 白美清：国务院副秘书长，商业部副部长兼国家粮食储备局局长
- 宋德敏：全国政协祕书长 ，政协第七、八届全国委员会常务委员
- 朱作霖：第七届全国政协委员，第八、九届全国政协常委，第七届党代表大会和1987年、1992年党代表大会代表
- 王忍之：前红旗杂志社副总编辑，第十二、十三届中共中央委员，第九、十届全国政协常务委员，现任中央宣传部部长、中国社会科学院党委书记
- 张天保：教育部副部长，国家教委副主任
- 吉林：北京市政法委书记，现任北京市副市长
- 王利明：中国民法总则起草人之一，现中国人民大学法学院教授、中国民法典起草主要专家
- 梁慧星：中国民法总则起草人之一，现中国人民大学法学院教授、中国民法典起草主要专家
- 曾宪义：中国宪法起草人、著名台灣法學者，中國人民大學法學院名譽院長